# Bastards
Bastards ist das elfte Studioalbum der britischen Heavy-Metal-Band Motörhead. Es war das einzige Album für das deutsche Label ZYX Music.

## Entstehung
Anfang 1993 entschied sich die Band, bei dem deutschen Label ZYX Music einen Plattenvertrag zu unterschreiben. Als Gründe hierfür nennt Lemmy Kilmister, dass Deutschland einer der besten Märkte für Motörhead war und dass ZYX mit 500.000 US-Dollar den höchsten Vorschuss geboten hatte. Erstmals beteiligte sich der neue Schlagzeuger Mikkey Dee am Songwriting. Die Aufnahmen fanden mit Produzent Howard Benson in den A&M Studios in Hollywood, Kalifornien, statt. Mit Don't Let Daddy Kiss Me ist ein Titel vertreten, dessen Text sich gegen Kindesmissbrauch richtet. Kilmister hatte ihn schon einige Jahre vor Bastards geschrieben und ihn ohne Erfolg Künstlerinnen wie Lita Ford und Joan Jett angeboten, weil er fand, dass ihn eine Frau singen sollte.
Bei der Promotion des Albums zeichneten sich erste Probleme mit ZYX ab, weil Bastards nur in Deutschland flächendeckend erhältlich war. Etwas später konnte ein Vertrieb für Japan gefunden werden, in den USA war das Album zu der Zeit noch nicht offiziell veröffentlicht worden. Ebenso weigerte sich das Label, die Kosten für 200 Promo-CDs zu übernehmen, die zu Werbezwecken an die Presse verschickt werden sollten.
Im Juni 2013 wurde das Album unter dem Namen Death Or Glory mit anderem Artwork als Schallplatte veröffentlicht.

## Titelliste
1. On Your Feet or on Your Knees – 2:34
2. Burner – 2:52
3. Death or Glory – 4:50
4. I Am the Sword – 4:28
5. Born to Raise Hell – 4:58
6. Don’t Let Daddy Kiss Me – 4:05
7. Bad Woman – 3:16
8. Liar – 4:12
9. Lost in the Ozone – 3:27
10. I'm Your Man – 3:28
11. We Bring the Shake – 3:48
12. Devils – 5:59

## Kritiken
Eduardo Rivadavia von Allmusic lobt das Album als Rückkehr der Band zu einem vertrauteren Sound: „extrem laut und schnell“. Songs wie On Your Feet or on Your Knees und Death or Glory bestimmten das Tempo und Born to Raise Hell sei zweifellos der größte Klassiker der Spätphase der Band. Er resümiert, dass dieses oft übersehene Album eines der stärksten Veröffentlichungen der Band in den 1990er Jahren sei. Ähnlich sieht es Götz Kühnemund vom Musikmagazin Rock Hard und klassifiziert Bastards als „brachialen Uptempo-Rock'n'Roll“, es sei ein „rundes, überzeugendes MOTÖRHEAD-Album“.